# Pliosaurus
Pliosaurus is een geslacht van uitgestorven vleesetende reptielen dat naar schatting 147 miljoen jaar geleden, gedurende het Jura in zee leefde, maar afstamde van landbewonende reptielen.
Pliosaurus behoort tot de Plesiosauria. De kop was lang in verhouding tot de korte nek. Pliosaurus bewoog zich voort met vier grote op vinnen lijkende poten en at vissen, inktvissen en zeereptielen waaronder vermoedelijk de langnekkige Plesiosauria.

## Soorten

### Pliosaurus brachydeirus
In 1841 benoemde Richard Owen een Plesiosaurus (Pleiosaurus) brachydeirus, dus een subgenus van Plesiosaurus. Het pleion, "meer", verwijst naar het oordeel van Owen dat de soort in vorm (niet in bloedverwantschap want Owen was geen evolutionist) dichter bij de Sauria stond. De soortaanduiding betekent "met korte nek"; het dier had een veel kortere hals dan Plesiosaurus. Nog hetzelfde jaar spelde Owen het volle genus als Pliosaurus. Hij gaf daarvoor geen reden op, maar dergelijke latiniseringen waren niet ongebruikelijk. Naar moderne normen zou Pleiosaurus de geldige naam zijn, maar die is al sinds 1871 niet in de wetenschappelijke literatuur als geldig gebruikt en wordt daarom meestal gezien als een nomen oblitum of als een niet meer gangbare spelling.

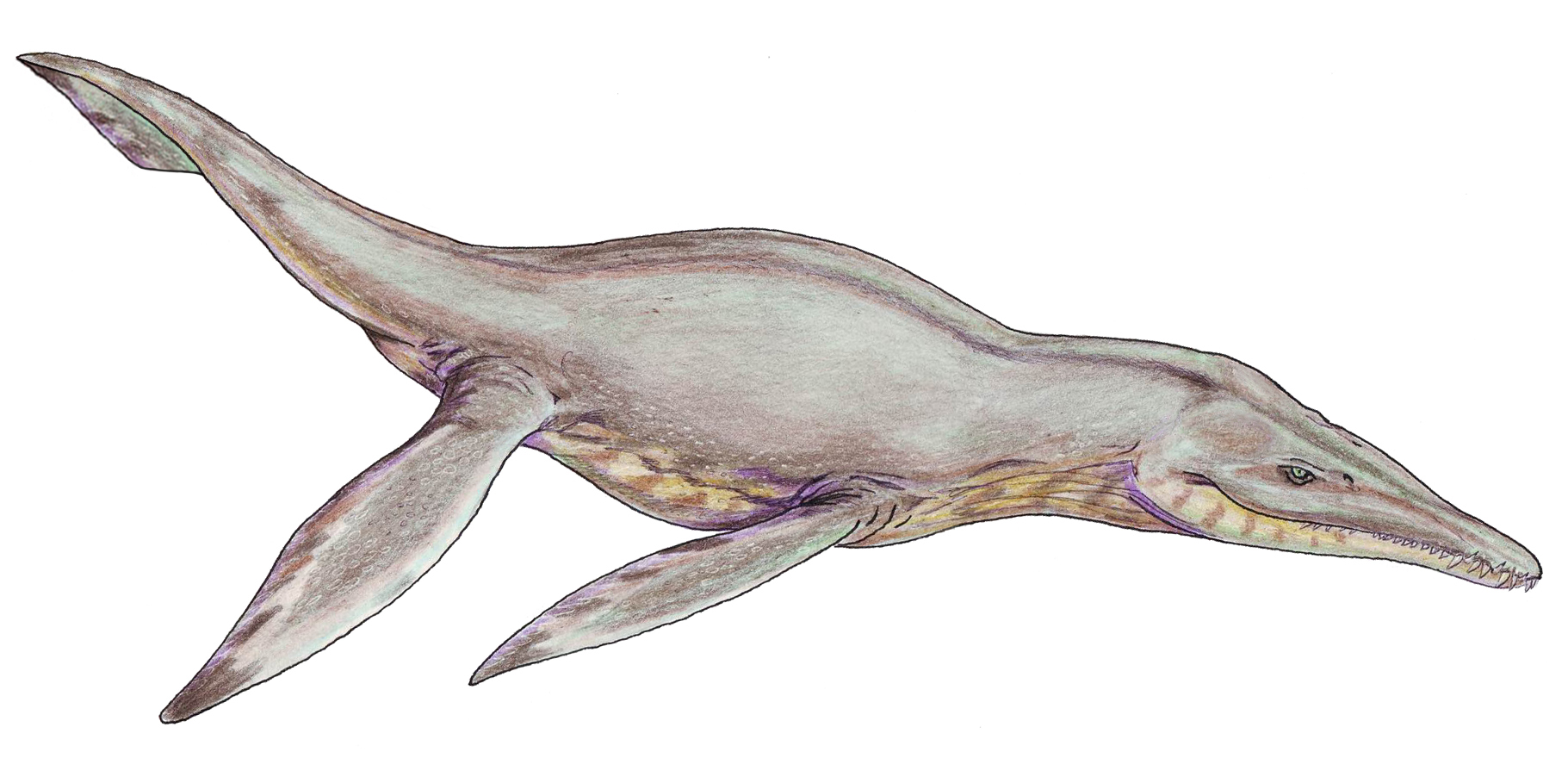
Pliosaurus brachydeirus

De typesoort is de oorspronkelijke Plesiosaurus (Pleiosaurus) brachydeirus. De combinatio nova is Pliosaurus brachydeirus. In 1839 had Owen een Plesiosaurus grandis benoemd. Later kwam hij tot de conclusie dat het om een soort van Pliosaurus ging, dus een Pliosaurus grandis en dat dit de typesoort moest zijn omdat hij eerder benoemd was. Dit is echter hoe dan ook incorrect omdat hij in eerste instantie niet als een soort van Pliosaurus benoemd was. Daarbij bestaat het materiaal van Pliosaurus grandis uit wat losse botten waarvan niet eens bewezen kan worden dat ze bij elkaar horen en zelfs niet dat ze iets met het geslacht Pliosaurus van doen hebben. Deze soort is dus een nomen dubium.
Het holotype van Pliosaurus brachydeirus en daarmee meteen het genoholotype, is OUMNH J.9245, een schedel uit Market Rasen in Lincolnshire gevonden in de Lower Kimmeridge Clay Formation, de Rasenia cymodoce ammonietenzone die dateert uit het onderste Kimmeridgien, die verworven was door William Buckland. Aanvullend materiaal, wat wervels en botten van de ledematen, heeft de inventarisnummers OUMNH J.9247-J.9301. Het betreft vermoedelijk een jongvolwassen individu.

### Pliosaurus trochanterius
In 1839 had Owen ook een Plesiosaurus trochanterius benoemd. In 1841 hernoemde hij dit tot de tweede soort van Pliosaurus:  Plesiosaurus (Pliosaurus) trochanterius. Het holotype is BMNH R31787, een dijbeen.
In 1981 werd deze soort, na vele andere hernoemingen, door Brown in het geslacht Colymbosaurus geplaatst.

### Pliosaurus brachyspondylus

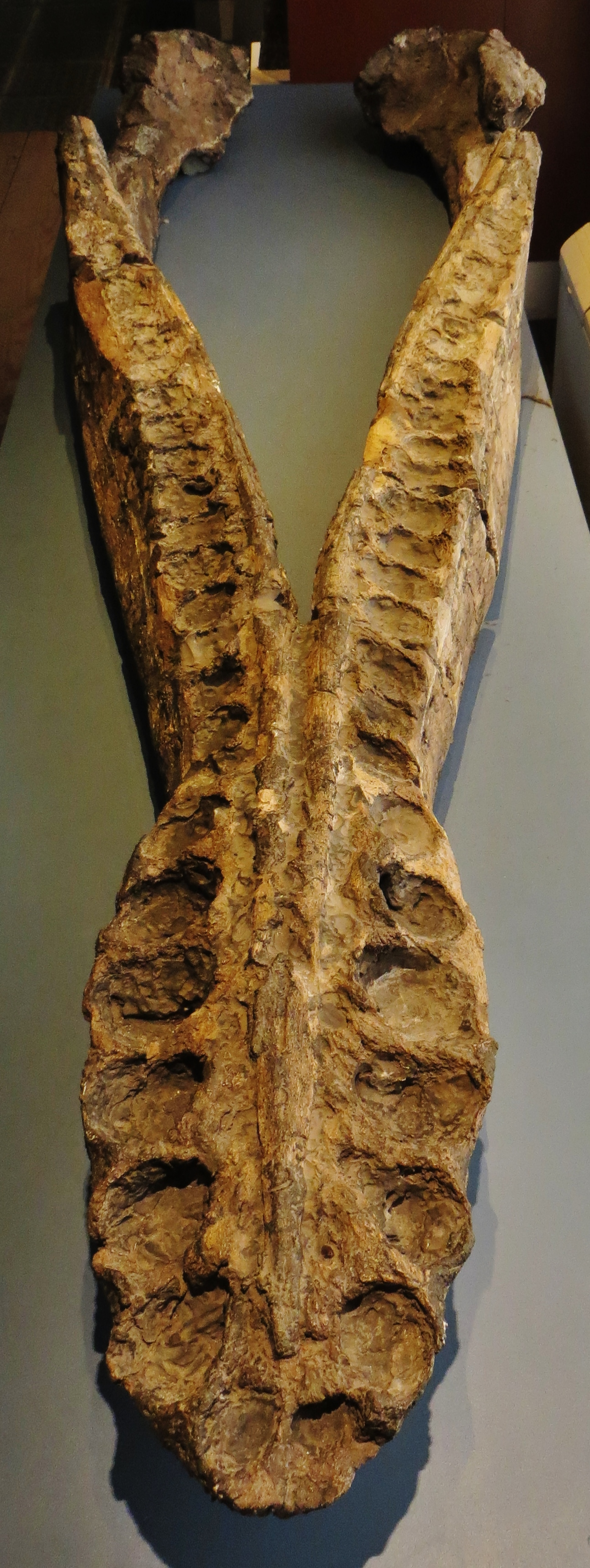
Veel materiaal is zonder goed bewijs aan P. brachyspondylus toegewezen zoals deze onderkaken uit Frankrijk

In 1839 benoemde Owen een Plesiosaurus brachyspondylus, "kortwervel". Het was gebaseerd op een verzameling korte wervels, kennelijk van dieren met een korte nek. Andere korte wervels waren al in 1822 beschreven door William Conybeare en benoemd als Plesiosaurus giganteus, "de gigantische", wat Owen bevestigde. Eichwald voegde al deze vondsten in 1868 samen onder de soortnaam Pliosaurus brachyspondylus. Eigenlijk had de soortnaam "Pliosaurus giganteus" moeten luiden, maar dat werd over het hoofd gezien. In de twintigste eeuw werd Plesiosaurus giganteus maar als een nomen oblitum behandeld.
In 1959 concludeerde Lambert Beverly Tarlo dat al het materiaal dat aan deze soorten oorspronkelijk toegewezen was, door bombardementen vernietigd of kwijt was. Daarom benoemde hij een neotype, specimen CAMSM J.29564 uit de leempunt van Roslyn, een wervel die in 1869 door Harry Govier Seeley beschreven was. Knutsen meende in 2012 dat deze keuze zeer ongelukkig was. De wervel bleek niet te onderscheiden van materiaal van Pliosaurus brachydeirus en dat zou Pliosaurus brachyspodylus tot een nomen dubium maken. Daarom stelde Espen Knutsen voor om een skelet dat wel duidelijk een afwijkende bouw had, specimen CAMSM J.35991, tot vervangend neotype te maken. Daartoe wilde hij een petitie indienen bij het ICZN.

### Pliosaurus macromerus
In 1871 benoemde John Phillips een Pleiosaurus macromerus. Hij gebruikte dus als een der laatsten nog Owens oorspronkelijke spelling. De soortaanduiding betekent "met het lange dijbeen". De soort was gebaseerd op OUMNH J.12498, een dijbeen gevonden bij Swindon tijdens de aanleg van het talud van de Great Western Railway. Ook wat wervels waren aangetroffen. In 1889 hernoemde Richard Lydekker dit tot Pliosaurus macromerus. Een schedel met onderkaken, specimen NHMUK 39362, die hij eerder aan Pliosaurus grandis had toegewezen, wees Lydekker nu toe aan Pliosaurus macromerus.
In 1959 viel het Tarlo op dat Phillips geen formeel holotype had aangewezen. Hij besloot een lectotype te kiezen uit het materiaal. Daarvoor nam hij echter niet het dijbeen, maar de wervel OUMNH J.10441. Opnieuw moest Knutsen in 2012 concluderen dat deze keus hoogst ongelukkig was. De wervel toont geen diagnostische kenmerken en dat maakt Pliosaurus macromerus tot een nomen dubium. Er is geen bewijs dat specimen NHMUK 39362 iets met OUMNH J.10441 van doen heeft.
In deze publicatie uit 1959 vergrootte Tarlo de verwarring nog. Een schedel, CAMSM J.35990, benoemde hij als een apart geslacht Stretosaurus naar de vindplaats Stretham. Hij meende nu dat dit identiek was aan Pliosaurus macromerus, wat een Stretosaurus macromerus opleverde. Hij wees talrijk materiaal aan de soort toe. In 1989 echter plaatste Tarlo, die nu door het leven ging onder de naam Halstead, de soort in Liopleurodon, als een Liopleurodon macromerus. Knutsen stelde in 2012 voor om de verwarring op te heffen door NHMUK 39362 tot het neotype van Pliosaurus macromerus te maken. Hij kondigde aan daartoe een petitie aan het ICZN in te dienen. Daar is het tot nu toe niet van gekomen, mede door recenter onderzoek gepubliceerd in 2013.

### Pliosaurus archiaci
In 1894 hernoemde Henri de Sauvage Polyptychodon archiaci Deslongchamps vide Lennier 1870 in een Pliosaurus archiaci. De soort was gebaseerd op een onderkaak gevonden bij Le Havre.

### Pliosaurus frearsienPliosaurus wosinskii
In 1934 hernoemde Oskar Kuhn Spondylosaurus frearsi Fischer de Waldheim 1845 in een Pliosaurus frearsi. Het gaat om een halswervel in 1844 door M.G. Frears gevonden in de omgeving van Moskou. In 1846 zou Fischer de Waldheim een Pliosaurus wosinskii benoemen op basis van een kaak.

### Pliosaurus rossicus

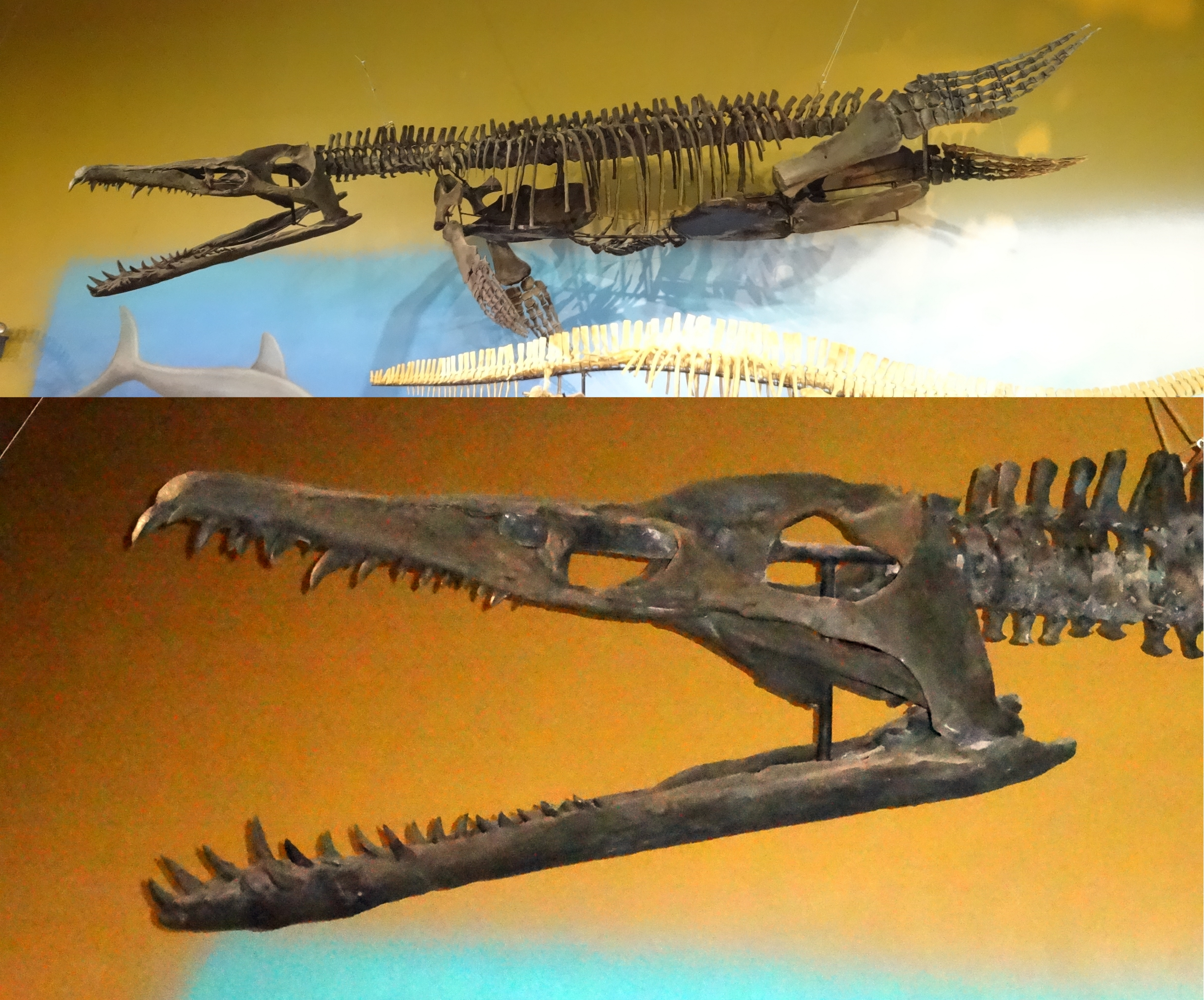
Afgietsel PIN304/1

In 1948 benoemde Nestor Ivanovich Novozhilov een Pliosaurus rossicus, "de Russische", op basis van een klein skelet, specimen PIN 304/1, gevonden in de rechteroever van de Wolga.

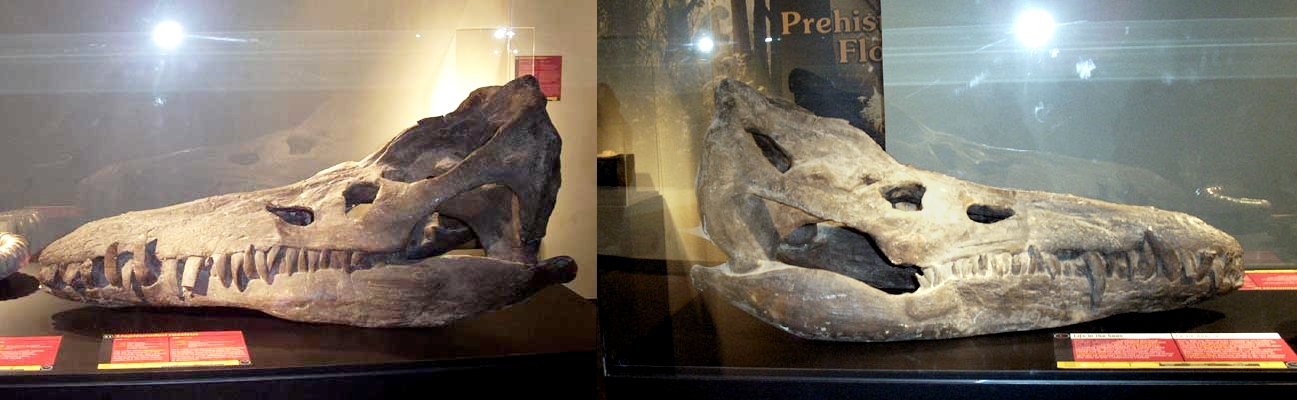
Schedel P. rossicus

Halstead meende in 1971 dat het tot Liopleurodon behoorde, maar Knutsen concludeerde dat het toch een soort van Pliosaurus was wegens de viervlakstanden.
In 2013 nam de zaak een opmerkelijke wending toen Roger Benson e.a. stelden dat ouder Brits materiaal gezien de overeenkomsten in het gebit niet aan P. macromerus, maar aan P. rossicus moet worden toegewezen, daaronder ook de reusachtige kaak OUMNH J.10454.

### Pliosaurus andrewsi
In 1960 benoemde Tarlo een Pliosaurus andrewsi op basis van een skelet, specimen NHMUK R.3563 gevonden bij Peterborough, dat in 1913 door Charles William Andrews was toegewezen aan Peloneustes evansi. Latere analyses lieten zien dat de soort niet nauw aan de pliosaurussoorten verwant is en er vermoedelijk een eigen geslacht voor benoemd moest worden.

### Pliosaurus irgisensis

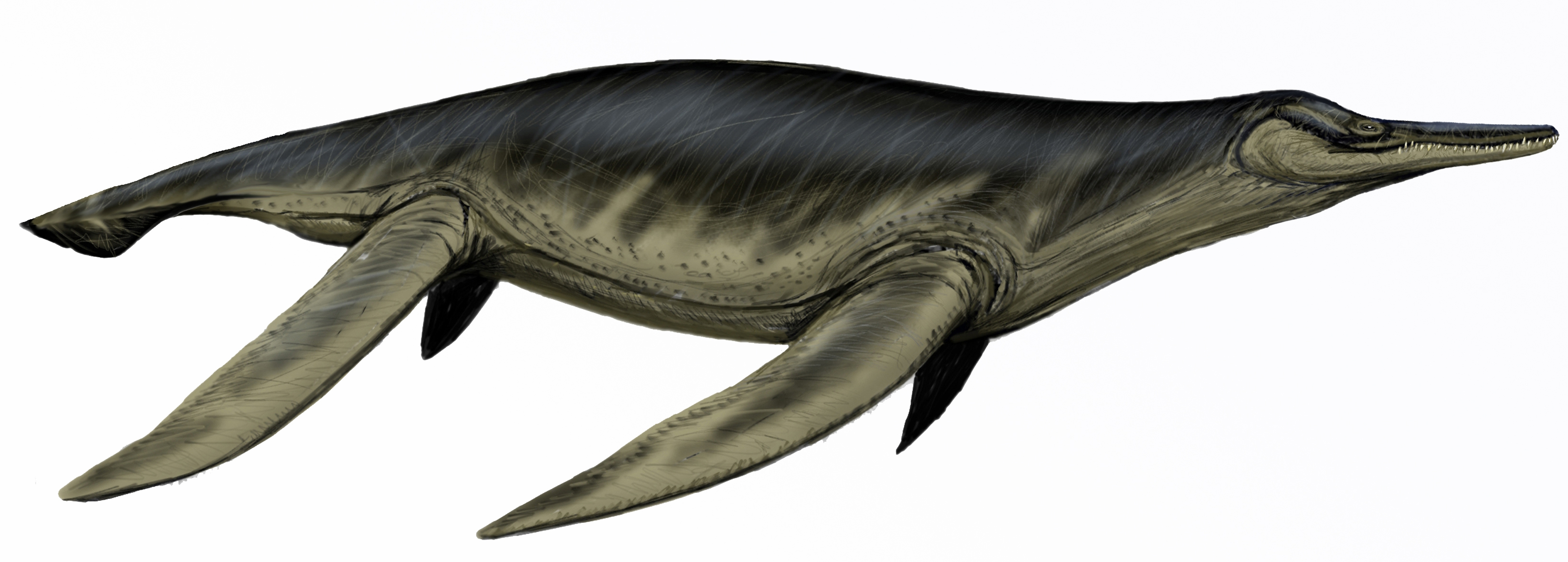
Pliosaurus irgisensis

In 1960 hernoemde Tarlo Peloneustes irgisensis Novozhilov, 1948 tot een Pliosaurus irgisensis. Het holotype is het skelet PIN 426. Dit is onvolledig en in slechte toestand. Daarbij heeft Novozhilov er in 1964 een apart geslacht voor benoemd, Strongylokrotaphus uit het Grieks strongylos, “rond” en krotaphos, "slaap". Een verband met Pliosaurus is moeilijk aan te tonen. Een moderne beschrijving ontbreekt. De soort wordt voorlopig wel gezien als een nomen dubium.

### Pliosaurus portentificus
In 2004 benoemde Leslie Frederick Noè een Pliosaurus portentificus, "de wonderbaarlijke", gebaseerd op CAMSM J.46380, een stuk onderkaak in 1912 door Catherine Ouless gevonden in een leemput bij Ely.
In 2012 concludeerde Knutsen dat de vermeende afwijkende kenmerken van de soort of op een foute interpretatie van de tandtelling bij Pliosaurus berusten of op een jongere individuele leeftijd. Hij concludeerde dat het een nomen dubium was.

### Pliosaurus funkei

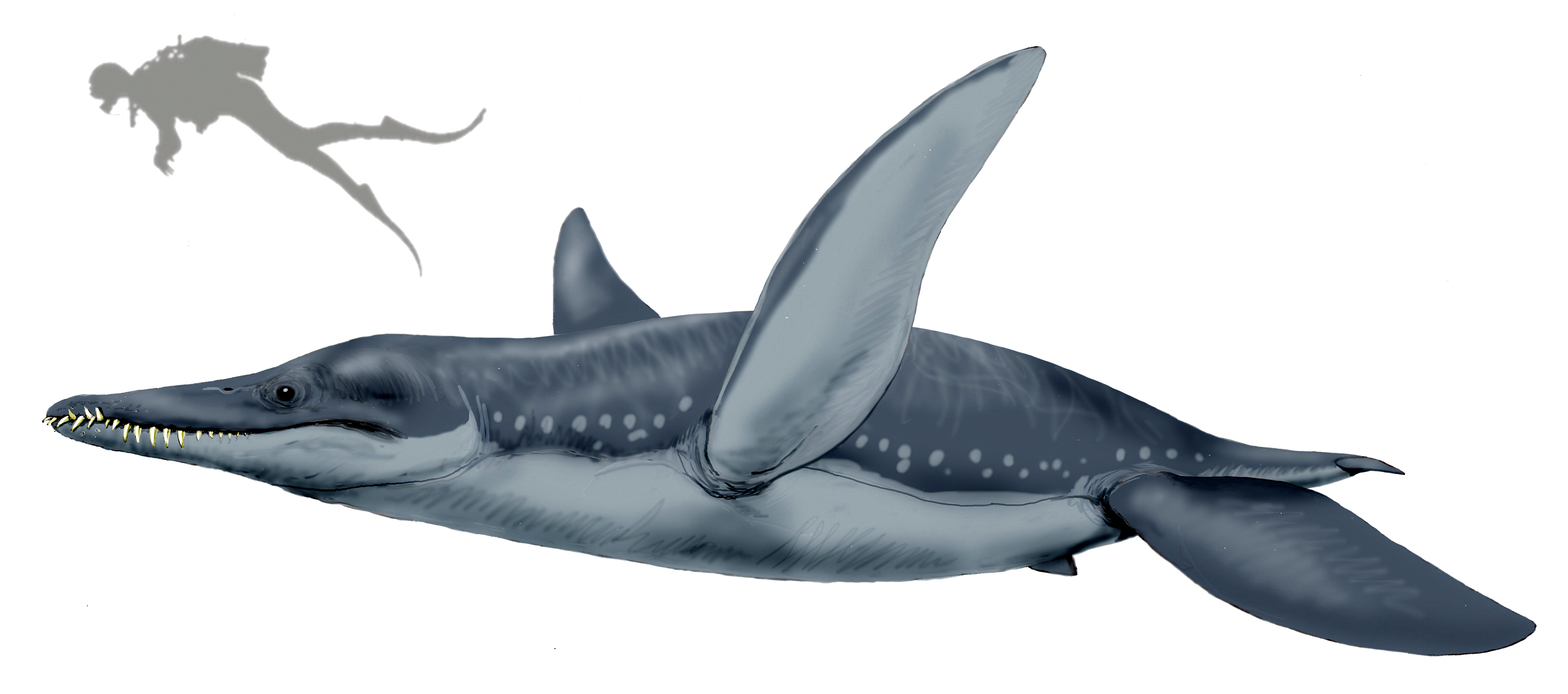
Pliosaurus funkei

Een van de grootst bekende pliosauriërs en zelfs een van de grootste leden van de Plesiosauria werd bij toeval in 2002 op Spitsbergen aangetroffen door onderzoekers van de Universiteit van Oslo onder leiding van Jørn Hurum en Hans Arne Nakrem. Toen zij botresten van een kleinere pliosauriërsoort onderzochten, werden botfragmenten opgemerkt die uit de grond staken. Bij hervatting van de opgravingen in 2008 werden een deel van de schedel en ongeveer twintigduizend fragmenten van het skelet gevonden. Gedurende het onderzoek werd het Predator X genoemd, omdat het niet zeker was dat de resten inderdaad van Pliosaurus waren. Het beest woog volgens sommige schattingen vijfenveertig ton, was minstens tien tot dertien meter lang en had een minstens 2,5 meter lange schedel met daarin dertig centimeter lange tanden (inclusief wortel). De precieze afmetingen van lichaamsdelen en van het geheel zijn onzeker, omdat het materiaal aangetast en samengedrukt was door de afwisseling van vorst en dooi op Spitsbergen.
Windtunnelonderzoek deed vermoeden dat het dier gewoonlijk met de voorvinnen zwom en de andere alleen gebruikte voor sprints. De hersenen waren klein en hadden ongeveer dezelfde vorm als bij een witte haai. In oktober 2012 is aan deze soort de naam Pliosaurus funkei toegekend. De soortaanduiding eert Bjørn Funke, de ontdekker van het holotype PMO 214.135, en zijn vrouw May-Liss Knudsen Funke die verscheidene jaren van vrijwilligerswerk besteed hebben aan de paleontologische collecties van het Natuurhistorisch Museum van de Universiteit van Oslo. George Olshevsky emendeerde de naam tot funkeorum, de correcte genitief meervoud. Die is echter niet meer verplicht en de emendatie daarmee ongeldig. Toegewezen is het skelet PMO 214.136. Volgens Patrick Druckenmiller vertegenwoordigt de groep vondsten een compleet nieuw ecosysteem met ongewervelden en angstaanjagende roofdieren.

#### Bijtkampioen?
De tanden van P. funkei waren duidelijk groter van die van Tyrannosaurus rex. Wetenschappers van de Universiteit van Oslo concludeerden in maart 2009, aan de hand van de botten van het exemplaar in Spitsbergen, dat dit dier een bijtdruk had overeenkomend met een gewicht van zes ton per cm². Deze conclusie is later in twijfel getrokken, omdat er geen complete schedel bekend is en omdat allerlei onderdelen vervormd kunnen zijn.
Volgens de oorspronkelijke conclusies, die door de populaire pers op grote schaal verspreid zijn, oefenden de kaken een vier keer zo grote druk uit als die van T. rex die tot dan toe de grootst bekende bijtdruk had. De kaken van dit pliosaurus-exemplaar zouden dan tien keer zo veel druk uit kunnen oefenen als die van hedendaagse 'bijtkampioenen' zoals haaien, krokodillen en alligators. Bij deze schedel was vooraf wel een sterke beet verwacht, maar Hurum, hoogleraar gewervelde paleontologie, omschreef deze bijtdruk in 2009 als buitensporig. Er werd gesteld dat het dier gemakkelijk een bestelbus of een Hummer had kunnen vermalen, hoewel er ook toen al kritiek was op die conclusie. In de studie waarin de soort in 2012 beschreven is, wordt geen uitspraak meer gedaan over de bijtdruk.

### Pliosaurus kevani

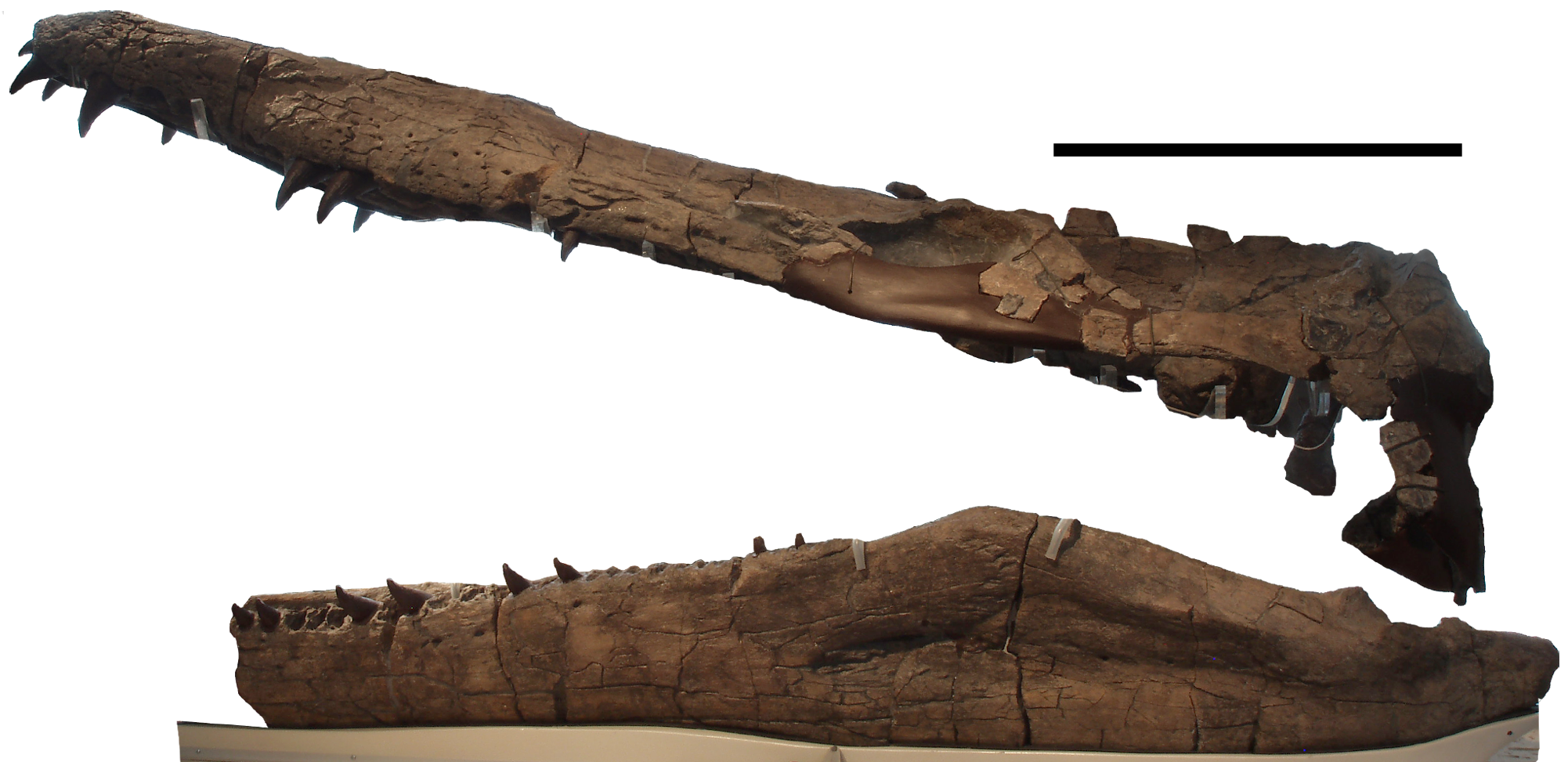
DORCM G.13,675

In 2003 zag café-eigenaar Kevan Sheehan tijdens een wandeling aan de voet van de kliffen van Weymouth Bay een tachtig kilogram zwaar rotsblok met botten erin uit het strand steken. Hij borg het en tijdens de jaren erna observeerde hij dat nog eens twee brokken uit het gesteente vrijkwamen die hij eveneens verzamelde. Twee andere brokken bleken op een privéstrand gespoeld te zijn en werden met toestemming van de landeigenaar aan het geheel toegevoegd. Richard Edmonds, de Earth Sciences Manager for Dorset and East Devon Coast World Heritage Site Team, identificeerde de fossielen als delen van een pliosauride schedel, wat de nodige belangstelling opriep. Amateurpaleontoloog Steve Etches vond nog wat achterste delen van de schedel. David Tucker van de Dorset County Council's museum service kreeg fondsen vrij van het Heritage Lottery Fund Collecting Cultures programme en de countyraden van Dorset en Devon, in totaal £20.000. Daarmee werd de schedel aangekocht: de helft was voor Sheehan en de andere helft voor de grondeigenaar. Oktober 2009 werd de aankoop bekend gemaakt. Nog eens twee brokken bleken toen gevonden te zijn waarvan Patrick Clarke er een doneerde terwijl Shirley Swaine het andere verkocht. Tussen maart 2010 en maart 2011 werd het stuk geprepareerd door Scott Moore-Fay. Juli 2011 werd de permanente tentoonstelling in het Dorchester County Museum officieel geopend door David Attenborough.
Pliosaurus kevani werd in 2013 benoemd door Roger Benson e.a. De soortaanduiding eert Kevan Sheehan als ontdekker. Daarbij wilde men alle onderschatte en ondergewaardeerde Kevans in de wereld in het zonnetje zetten. Het holotype is DORCM G.13,675, een schedel met onderkaken. De punt van de onderkaken ontbreekt.

### Pliosaurus westburyensis

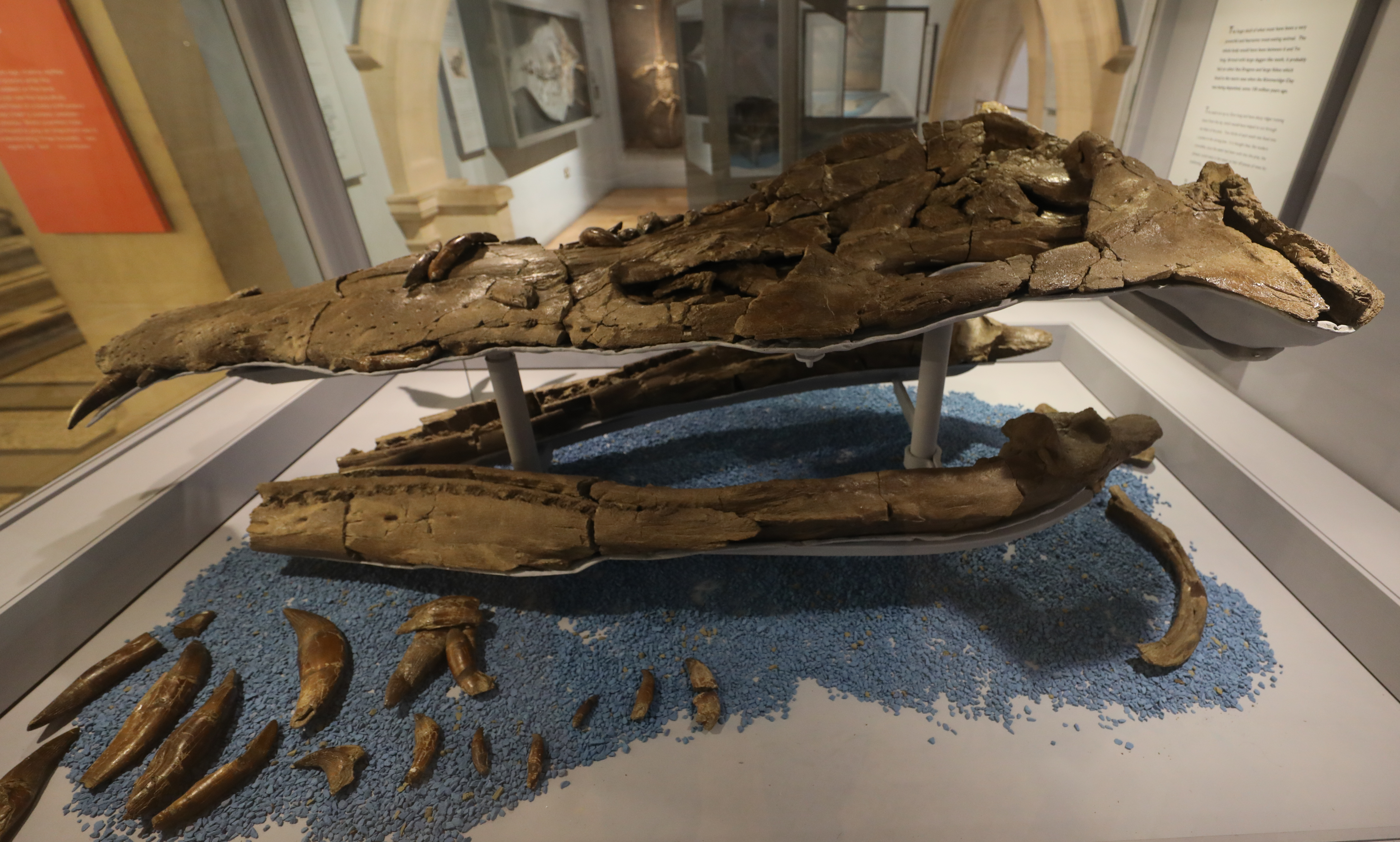
Schedel BRSMG Cc332

Op 2 juli 1980 werd in de Westbury Clay Pit, te Wiltshire, een pliosauride skelet gevonden en toegevoegd aan de collectie van de Bristol City Museum and Art Gallery. In 1993 werd het beschreven door Michael Alan Taylor en toegewezen aan Pliosaurus brachyspondylus. Wegens de uitzonderlijke gaafheid gold het als een uiterst belangrijke vondst die vele details van de soort kon verhelderen. In de jaren daarna zou men hieraan steeds meer gaan twijfelen. Judith Sassoon dacht dat het niet verder te determineren was dan een Pliosaurus sp. en dat was ook de mening van Knutsen. Benson zag echter duidelijke onderscheidende kenmerken die de benoeming als een aparte soort rechtvaardigden.
In 2013 benoemden Benson e.a. een Pliosaurus westburyensis. De soortaanduiding verwijst naar de herkomst bij Westbury. Het holotype is BRSMG Cc332, een skelet met schedel en postcrania waaronder vier halswervels.

### Pliosaurus carpenteri
Op 12 mei 1994 vond Simon Carpenter een pliosauride schedel in de Westbury Clay Pit. Sassoon zag deze als dezelfde soort als BRSMG Cc332, maar Benson stelde duidelijke verschillen vast en besloot een aparte soort te benoemen.

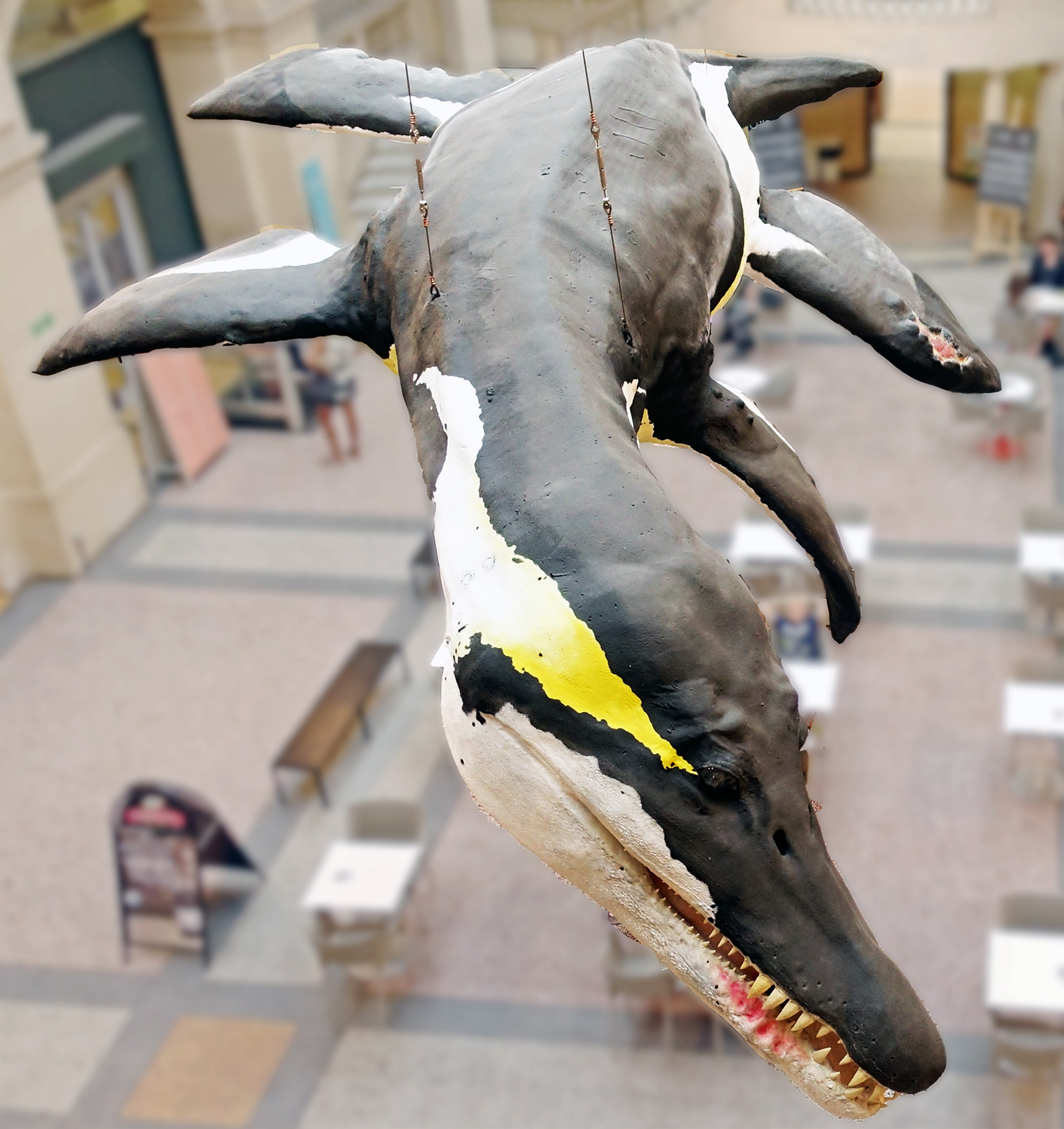
Doris the Pliosaurus

In 2013 benoemden Benson e.a. een Pliosaurus carpenteri. De soortaanduiding eert Carpenter als ontdekker.
Het holotype is BRSMG Cd6172, een schedel met onderkaken. Het is geprepareerd door door Roger Vaughan. In 2018 werd het skelet tentoongesteld in de Bristol Museum & Art Gallery waarbij de zware schedel vervangen was door een 3d-print, overigens in gips; men was bang dat dampen uit kunstharsen de botten zouden aantasten. Er werd ook een beeld van het dier gemaakt met als bijnaam Doris the Pliosaurus.

### Pliosaurus patagonicus
In 1975 vond Zelma Gasparini bij Cerro Lotena de schedel van een pliosauride. Men besloot die te prepareren met een zuurbad, maar dat pakte verkeerd uit: de schedel bleek zo gekraakt dat zware schade toegebracht werd. De onderkaken bleven echter redelijk bewaard. In 1982 werd het exemplaar toegewezen aan een Stretosaurus sp. Toen dat niet meer als een geldig geslacht beschouwd werd, volgde in 1997 een toewijzing aan een Liopleurodon cf. L. macromerus.
Het werk in de eenentwintigste eeuw verricht aan de Europese pliosaurusvondsten schiep een theoretisch kader waarbinnen ook het Zuid-Amerikaanse exemplaar beter geplaatst kon worden. In 2014 werd dat door Gasparini benoemd als een Pliosaurus patagonicus. De soortaanduiding verwijst naar Patagonië.
Het holotype, MLP 80-V-29-1, is gevonden in een laag van de Vaca Muerta-formatie die dateert uit het middelste Tithonien. Het bestaat uit een schedel met onderkaken. Het linkerbovenkaaksbeen en delen van het verhemelte zijn tussen de onderkaken bewaard gebleven.

### Pliosaurus almanzaensis
Begin 1986 vonden de gebroeders Sergio en Rafael Cocca, technici van het Museo Provincial de Ciencias Naturales Prof. Dr. Juan A. Olsacher de Zapala, bij  Cajón de Almanza, tien kilometer ten oosten van Loncopué, het postcraniaal skelet van een pliosauride. Zelma Gasparini poogde nog dat jaar de mogelijke lokatie van de schedel te bepalen. Februari 1987 lukte het de schedel te bergen. Januari 1988 bepaalde Luis Spaletti de geologische ouderdom. In 1997 werd de vondst toegewezen aan een Pliosaurus sp.
Ook in dit geval maakte de  toegenomen kennis een betere determinering mogelijk. In 2018 werd Pliosaurus almanzaensis benoemd door José O'Gorman e.a. De soortaanduiding verwijst naar de vindplaats.
Het holotype, MOZ 3728P, is gevonden in een laag van de Vaca Muerta-formatie die stamt uit het late Tithonien.  Het bestaat uit een skelet met schedel. Bewaard zijn gebleven: de schedelbasis, het verhemelte, de onderkaken, een achterste halswervel, ruggenwervels, de opperarmbeenderen, delen van de pols, een vijfde middenhandsbeen en de dijbeenderen.

## Beschrijving
Het is niet eenvoudig een beschrijving te geven van Pliosaurus. Er is geen enkel volledig skelet bekend. Vooral wat betreft de postcrania, de botten van de romp, zijn er grote hiaten in onze kennis. Het is omstreden hoeveel geldige soorten er zijn en welk exemplaar tot welke soort behoort. Onderzoekers verschillen van mening over de relevante kenmerken. De onderkaken zijn vooraan aaneengegroeid tot een symfyse. Vaak wordt het aantal tandenparen in de symfyse als een belangrijk onderscheidend kenmerk gezien. Een andere relevante eigenschap kan het totaal aantal tanden in de onderkaak zijn. Aan de achterkant van de onderkaak bevindt zich een retroarticulair uitsteeksel dat als hefboom diende om de kaak te openen. Knutsen onderscheidde daarin vier typen. Omdat de aantallen schedels niet hoog zijn is het lastig statistisch te bepalen of het wellicht om individuele variatie, seksuele dimorfie of rijpingsverschillen gaat.

### Algemene bouw
Bij alle soorten is de grote schedel achteraan hoog en breed. De snuit is matig lang en vrij smal en laag met een golvend bovenprofiel. De tanden in de voorste snuitbeenderen, de praemaxillae, zijn matig lang. De voorste tanden in de bovenkaaksbeenderen zijn kort, maar naar achteren worden ze snel veel langer zodat de tandrij een bolle curve vormt. De tanden in de symfyse van de onderkaak zijn tamelijk lang, maar de langste tanden in het dentarium staan, in weer een bolle curve, tegenover het raakvlak van de praemaxilla en het bovenkaaksbeen, waar de bovenkaakstanden dus juist kort zijn. De tanden hebben een extra snijrand en zijn dus "trihedraal", alsof een viervlak van boven bezien wordt.
Voor zover valt na te gaan, hebben de postcrania een standaard bouw voor pliosauriërs. Nek en staart zijn vrij kort. De romp is breed met een platte schoudergordel en bekkengordel. Daaraan zijn krachtige spieren bevestigd die de vier grote vinnen aandrijven. De vinnen zijn relatief lang met een lengte van één meter bij een opperarmbeen van P. funkei.

### Grootte

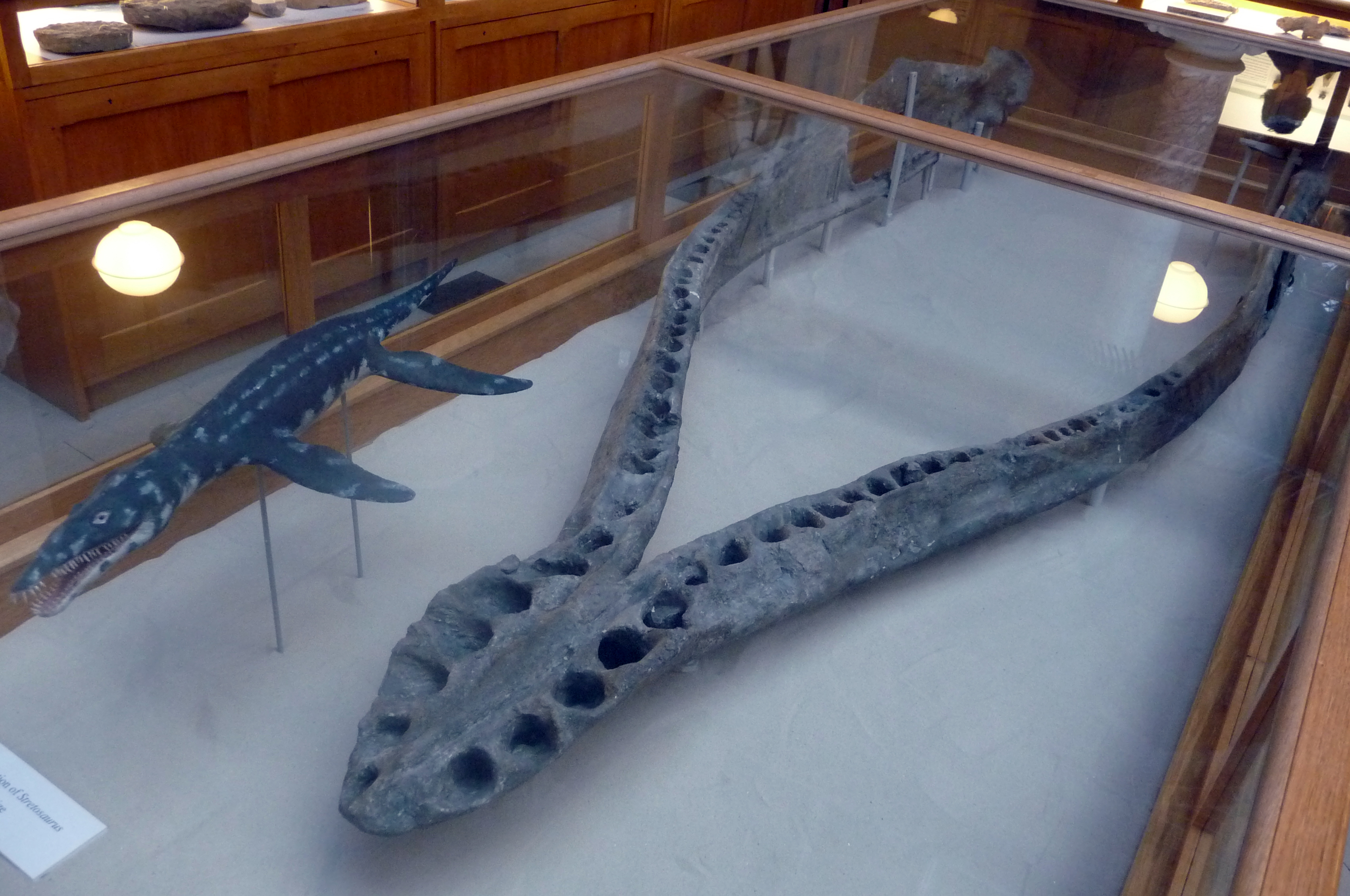
Uit onderkaken OUM J.10454 is vaak een enorme omvang geëxtrapoleerd maar het fossiel is sterk gerestaureerd

De grootte is lastig vast te stellen zonder complete skeletten. De schedels zijn de belangrijkste informatiebron over de lengte door te extrapoleren van een groot aantal verwante soorten uit. Ook de schedels zijn echter nooit helemaal volledig. De meeste die in musea te zien zijn, werden gerestaureerd waarbij de sterke neiging bestond de lengte te overdrijven. Zelden is er goed bewijs voor een lengte hoger dan twee meter. P. kevani heeft een onderkaak van minstens 2045 millimeter. Persberichten zijn hierin notoir onbetrouwbaar. De berichtgeving over "Predator X" is hiervan een goed voorbeeld. Eerste schattingen vermeldden een lengte van vijftien meter, ongeveer een kwart te hoog. De massa werd dan zo'n tweemaal te hoog ingeschat, tot wel vijfenveertig ton. Bij landdieren zijn er verschillende gebruikelijke methoden die gebaseerd zijn op de omtrek van het dijbeen. Bij plesiosauriërs werkt dit niet omdat het dijbeen het gewicht helemaal niet draagt. Daarbij kan zo'n methode niet geijkt worden met moderne zeedieren omdat die allemaal in meer of mindere mate gereduceerde achterpoten bezitten. De enige praktische methode is zo de volumetrische: het volume vaststellen. Dat is echter duur en bewerkelijk. Nog in 2009 werden de maten hierom door Colin McHenry geijkt met een plastic model wat slechts een ruwe benadering kan opleveren. Het model leek hem duidelijk te dik en werd door hem gecorrigeerd door een getekende reconstructie die Tarlo in 1967 gepubliceerd had wat de omvang zowat halveerde. Voor Stretosaurus werd nu een volume van 9672 liter bepaald bij een lengte van 10346 millimeter. Pliosaurus brachyspondylus (BRSMG Cc332) kwam uit op 4213 liter bij een lengte van 7842 millimeter. P. macromerus (NHM R39362) haalde 2301 liter bij een lengte van 4293 millimeter. P. portentificus zou een volume gehad hebben van 3915 liter bij een lengte van 7653 millimeter. Het grootste exemplaar was  de schedel OUM J.10454 met een lengte van 2659 millimeter. Dit zou wijzen op een lichaamslengte van 11479 millimeter en een volume van 13213 liter. Deze schedel is echter wellicht te groot gereconstrueerd.
Gregory S. Paul gaf in 2022 ook een aantal schattingen. P. brachydeirus, P. westburyensis en P. macromerus zouden acht meter lang zijn geweest met een gewicht van vijf ton. P. funkei vormde volgens hem wellicht een apart geslacht. De soort zou tien tot twaalf meter lang geweest zijn. Hij onthield zich van een gewichtsschatting. P. rossicus, eveneens wellicht een apart geslacht, schatte hij op tien meter bij een gewicht van elf ton. In 2023 beschreef David Martill vier halswervels gevonden bij Abingdon en toegewezen aan Pliosaurus die zouden wijzen op een lengte van tussen de 9,8 en 14,4 meter.
Pliosaurus gold lange tijd als een van de "grote drie" onder de pliosauriërs, samen met Kronosaurus en Liopleurodon. Die laatste werd midden jaren negentig in populairwetenschappelijke boeken als een ware gigant afgeschilderd met een lengte van vijfentwintig meter en een gewicht, door extrapolatie met baleinwalvissen, van honderdvijftig ton. De schuldige was Tarlo die meende dat OUM J.10454 aan Liopleurodon moest worden toegewezen en juist te kort gerestaureerd was, minstens drie meter metend. Paul concludeerde dat dit greatly exaggerated was en kwam zelf uit op 6,6 ton. Evenzo kan Pliosaurus niet al te groot van gewicht zijn omdat dit ecologisch nutteloos is: hij heeft die grootte niet nodig om prooien te doden en zou vermoedelijk niet voldoende voedsel kunnen vinden. Met een gewicht van tegen de twintig ton behoorde hij al tot de grootste bekende zeereptielen uit de wereldgeschiedenis.

### Onderscheidende kenmerken

#### Het geslachtPliosaurusals zodanig
In 2013 werden zeven onderscheidende kenmerken aangegeven van het geslacht Pliosaurus als zodanig, die dus gedeeld zouden worden door de pliosaurussoorten maar ontbreken bij verwanten. Het zijn aldus autapomorfieën, unieke afgeleide eigenschappen.
De tanden zijn trihedraal of benaderen die toestand, met een derde snijrand. Dit wordt echter mogelijkerwijs gedeeld door Gallardosaurus iturraldei, wat dan weer de vraag oproept of die niet in Pliosaurus geplaatst moet worden. De voorste beennaad tussen praemaxilla en bovenkaaksbeen op de zijkant van de snuit heeft de twee elementen diep in elkaar grijpen zodat een horizontale zigzagstructuur ontstaat. De achterhoofdsknobbel mist een notochordale put maar toont verschillende onregelmatige groeven. De tandkas van de eerste premaxillaire tand heeft slechts de helft of minder van de diameter van de tweede tandkas. Sommige verwanten hebben echter een nog kleinere, wellicht rudimentaire, eerste premaxillaire tand. Bij het jukbeen groeit een lange achterste onderste tak onder het squamosum. Het bovenvlak van het surangulare van de onderkaak is overdwars breed als bij andere Thalassophonea maar schuin naar boven en bezijden gedraaid (behalve bij Pliosaurus carpenteri), aan de buitenzijde begrensd door een horizontaal gerichte groeve uniek voor de Pliosauridae (die weer ontbreekt bij P. carpenteri en bij CAMSM J.35991, het voorgestelde neotype van P. brachyspondylus). De bovenste gewrichtvlakken van het spaakbeen en het scheenbeen zijn opvallend bol bij grote individuen (bij jonge dieren lijkt dit te ontbreken).

#### KenmerkenPliosaurus brachydeirus
Voor Pliosaurus brachydeirus werd in 2013 een unieke combinatie van op zich niet unieke kenmerken aangegeven. Er staat een hoog aantal tanden in het dentarium van de onderkaak met minstens elf en vermoedelijk twaalf of dertien in de symfyse, en minstens vierentwintig erachter voor een totaal in de onderkaak van minstens vijfendertig en vermoedelijk zesendertig of zevenendertig tanden. De tanden zijn volledig trihedraal. De verbreding overdwars van de zone van voorste bovenkaken en onderkaken waarin lange tanden staan, is relatief gering. Er staan zes tanden in iedere praemaxilla, op korte afstand van elkaar. De premaxillaire tanden zijn ongeveer even groot, dus niet heterodont of anisodont. Tussen de premaxillaire en maxillaire tandrijen ligt een gaping of diasteem. De beennaad tussen praemaxilla en wandbeen ligt op dezelfde hoogte als het voorste deel van de oogkas. Op de onderzijden van de wervellichamen van de nek bevindt zich een lage, brede, horizontaal van voor naar achter gerichte richel. De beenderen van de onderarm en onderbeen hebben vlakke bovenste gewrichtsvlakken (dit kan een gevolg zijn van de jonge leeftijd van het holotype, het enige zekere exemplaar).

#### KenmerkenPliosaurus kevani

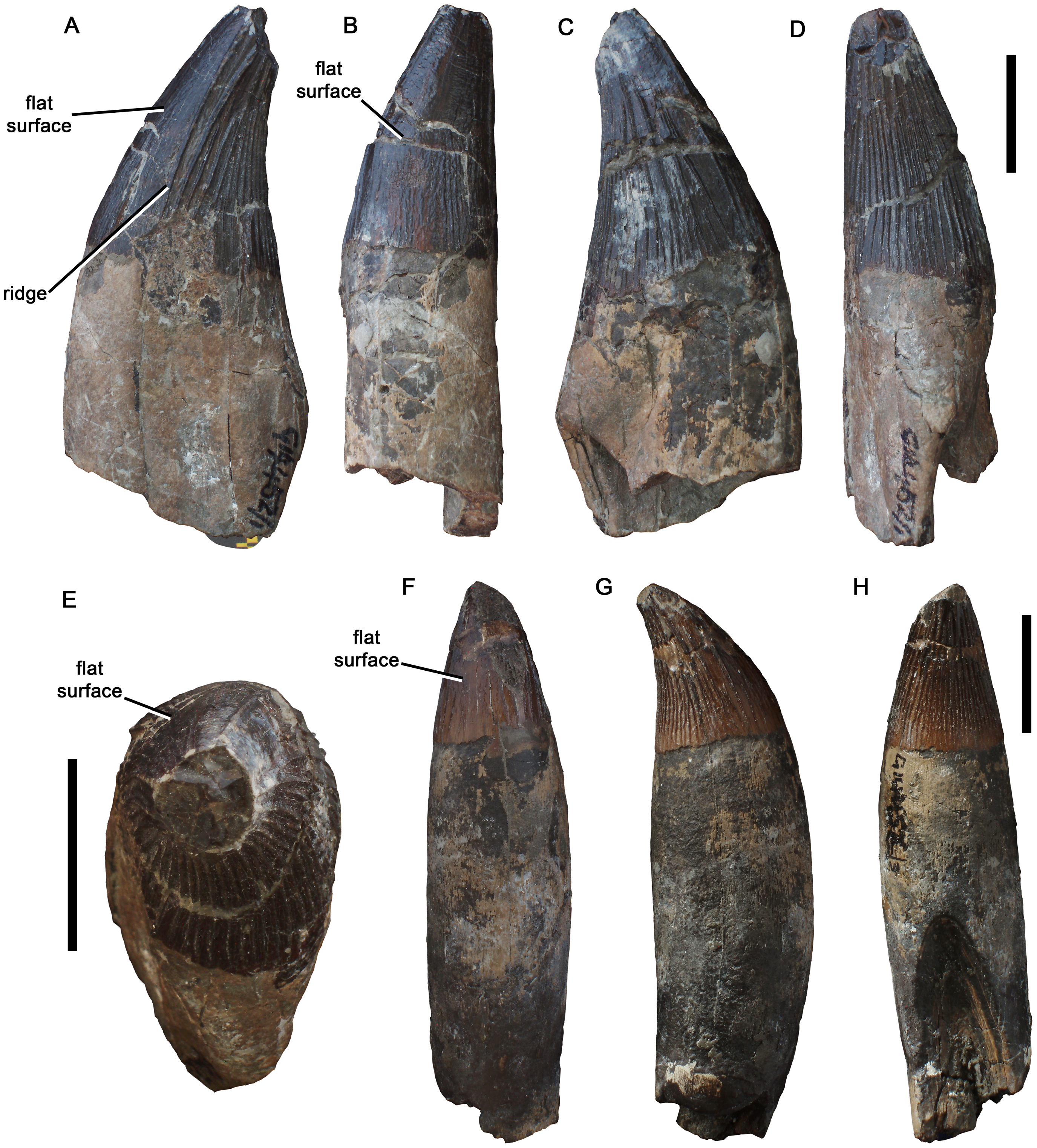
Tanden van P. kevani

Bij Pliosaurus kevani werden vier autapomorfieën vastgesteld. Van het bovenkaaksbeen uit steekt een min of meer rechthoekige beenplaat naar voren om de achterste premaxillaire tandkas te raken. Bij andere pliosaurussoorten bevindt zich een zigzaggende beennaad midden tussen de voorste maxillaire tandkas en de achterste premaxillaire tandkas. Het foramen pineale wordt omringd door een opstaande rand. Bij andere Thalassaphonea ligt er voor het foramen een ondiepe trog met naar voren gerichte richels en groeven. De voorste dentaire tanden achter de symfyse zijn schuin naar boven en buiten gedraaid. Bij andere pliosaurussoorten zijn ze naar boven gericht. Het zijvlak van de onderkaak is achteraan verticaal hol.

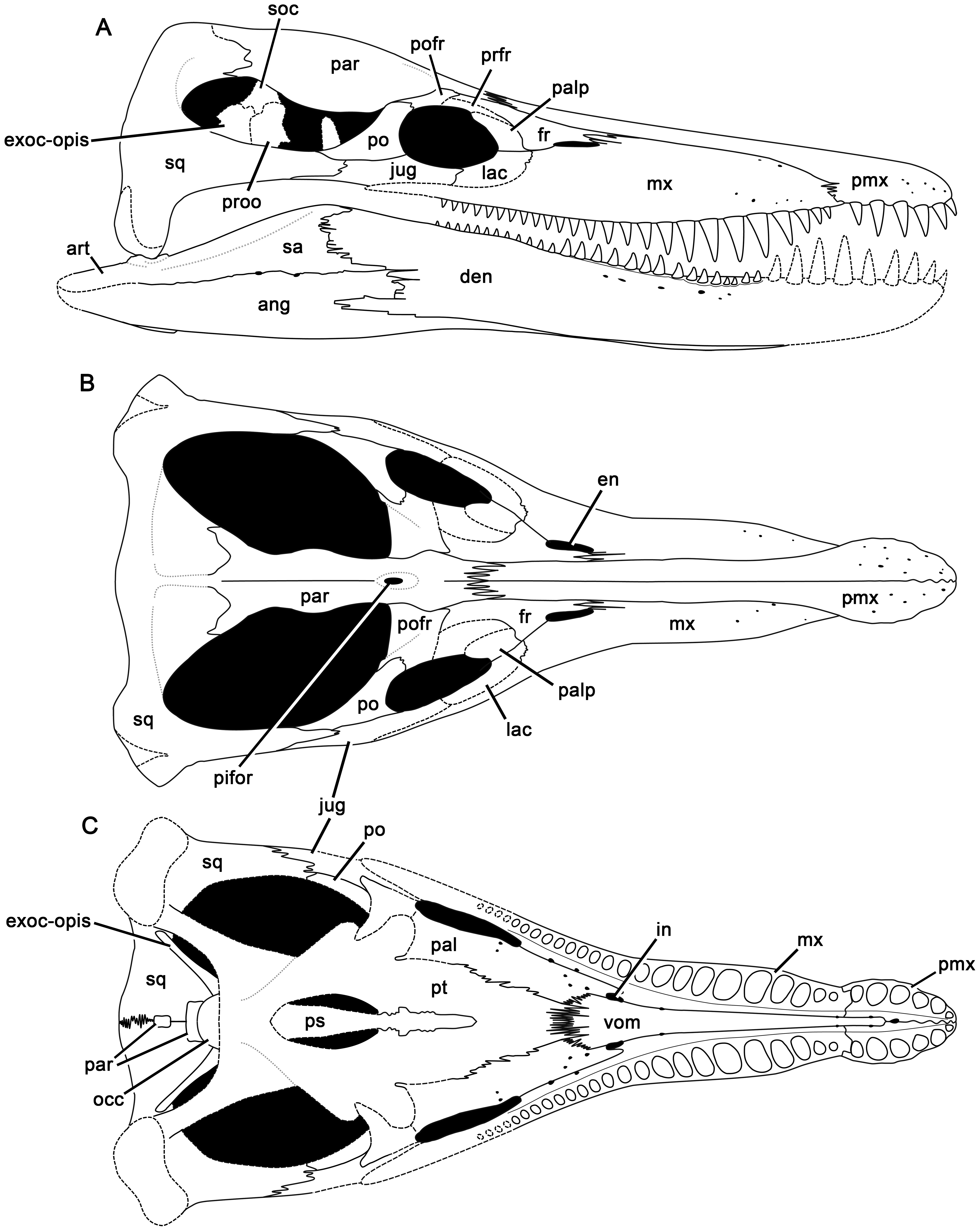
Diagram van de schedel van P. kevani

Verder is, wat althans het als enig bekend deel, de schedel, betreft, er een unieke combinatie van op zich niet unieke kenmerken. Er staan veel tanden in het dentarium met een geschat totaal van zesendertig tot zevenendertig (minstens achtentwintig) waarvan veertien tot vijftien in de symfyse (minstens zes) en zo'n tweeëntwintig erachter. De tanden zijn min of meer trihedraal of "subtrihedraal" waarmee bedoeld wordt dat ze aan de buitenzijde slechts licht afgeplat zijn met maar schaarse glazuurrichels zodat zich daar geen volwaardige derde snijrand vormt. De zones van de praemaxilla en het bovenkaaksbeen die lange tanden dragen zijn opvallend overdwars verbreed. Er staan zes tanden in iedere praemaxilla, op korte afstand van elkaar. De achterste premaxillaire tanden zijn gereduceerd ten opzichte van de voorste, dus het premaxillaire gebit is anisodont ofwel heterodont. De beennaad tussen praemaxilla en wandbeen ligt op dezelfde hoogte als de voorzijde van de oogkas.
Een eigenaardigheid is dat zich in de voorste onderhoek van de oogkas een element bevindt dat wel geïdentificeerd is als het traanbeen (os lacrimale), hoewel het daarvoor wat laag ligt. Een probleem daarvoor is dat meestal wordt aangenomen dat het traanbeen bij afgeleide plesiosauriërs al verdwenen was. Het kan dus zijn dat het hier gaat om een nieuwvorming, wellicht als een deel van een trend tot versterking van de schedel bij grote soorten nadat bij vroege plesiosauriërs de verbening juist sterk afnam.

#### KenmerkenPliosaurus westburyensis
Drie autapomorfieën werden in 2013 voor Pliosaurus westburyensis gegeven. De tanden in de praemaxilla staan ver uit elkaar waarbij de beenwallen tussen de tandkassen een dikte hebben gelijk aan de helft van de horizontale diameter, van voor naar achter gemeten, van iedere tandkas. Het bovenkaaksbeen heeft een lange plaatvormige tak die schuin naar binnen en achteren uitsteekt naar het voorste buitenste deel van de beennaad tussen bovenkaaksbeen en voorhoofdsbeen, aan de binnenzijde van het neusgat. Deze tak eindigt juist voor het midden van de oogkas. De beennaad tussen praemaxilla en wandbeen ligt boven het midden van de oogkas.
Daarnaast is er een unieke combinatie van op zich niet unieke kenmerken. Er staan weinig tanden in de onderkaak, waarvan achttien achter de symfyse. Het precieze aantal is niet vaststelbaar daar de symfyse niet geheel bekend is. De tanden zijn volledig trihedraal met een plat horizontaal breed vlak aan de buitenzijde zonder glazuurrichels. De zone van de praemaxilla en het bovenkaakbeen dat lange tanden draagt is weinig overdwars verbreed. Er staan zes tanden in de praemaxilla. De achterste premaxillaire tanden zijn even groot als de voorste; ze zijn dus niet anisodont. Er is geen gaping of diasteem tussen de premaxillaire en maxillaire tanden. De wervellichamen van de nek missen een lengterichel op de onderzijde.

#### KenmerkenPliosaurus carpenteri
Van Pliosaurus carpenteri is maar één autapomorfie vastgesteld. Het bovenvlak van het surangulare van de onderkaak mist een trog, anders dan bij andere Thalassophonea met uitzondering van specimen CAMSM J.35991, het voorgestelde neotype van P. brachyspondylus, en is naar boven gericht in plaats van schuin naar boven en bezijden zoals bij andere pliosaurussoorten.